# Carlos Kenig
Carlos Eduardo Kenig (nascut el 25 de novembre de 1953) és un matemàtic argentí-nord-americà i professor al Departament de Matemàtiques de la Universitat de Chicago. És conegut pel seu treball en anàlisi harmònica i equacions en derivades parcials. Va ser president de la Unió Matemàtica Internacional entre 2019 i 2022.
Kenig va obtenir el seu doctorat a la Universitat de Chicago el 1978 sota la supervisió d'Alberto Calderón. Des de llavors, ha ocupat càrrecs a la Universitat de Princeton i la Universitat de Minnesota abans de tornar a la Universitat de Chicago el 1985. Ha realitzat un ampli treball en equacions diferencials parcials el·líptiques i dispersives. És membre de l'Acadèmia Nacional de Ciències des de 2014. Entre els seus alumnes hi ha Zhongwei Shen, Kin Ming Hui, Gigliola Staffilani i Panagiota Daskalopoulos. Kenig va ser escollit president de la Unió Matemàtica Internacional el juliol de 2018.

## Reconeixements
- Premi Salem, 1984
- Ponent convidat, 1986[2] Congrés Internacional de Matemàtics (i 2002)
- Elegit membre de l'Acadèmia Americana de les Arts i les Ciències, 2002
- Premi Memorial Bôcher, 2008[3]
- Ponent del Ple, Congrés Internacional de Matemàtics 2010
- Membre electe de l'Acadèmia Nacional de Ciències, 2014[4]